# Десна (Черниговская область)
Десна (укр. Десна) — посёлок в Черниговском районе Черниговской области Украины, административный центр Деснянской поселковой общины. До 17 июля 2020 года был на территории ныне упразднённого Козелецкого района.

## Географическое положение
Находится на правобережье Десны в 75 км к юго-юго-западу от Чернигова и в 50 км к северо-северо-востоку от Киева.

## История
Посёлок городского типа с 1960 года.
17 мая 2022 года, в ходе российского вторжения в Украину, посёлку нанесён ракетный удар, жертвами которого стали 87 человек. 25 июня 2022 года нанесен массированный ракетный удар, в результате которого разрушена Аллея Героев, которая находилась в центре поселка.

## Население

### Языковой состав
Родной язык населения по данным переписи 2001 года:
| Язык       | Численность, чел. | Доля     |
| ---------- | ----------------- | -------- |
| Украинский | 5 987             | 83,38 %  |
| Русский    | 1 108             | 15,43 %  |
| Другие     | 85                | 1,19 %   |
| Итого      | 7 180             | 100,00 % |